# Tomás Fermín Jones
Tomás Fermín Jones fue un marino inglés que sirvió en la marina de las Provincias Unidas del Río de la Plata durante la guerra de Independencia de la Argentina.

## Biografía
Tomás Fermín Jones ingresó a la marina revolucionaria el 1 de febrero de 1812 con el grado de subteniente y el 17 de abril fue incorporado al queche Hiena, principal unidad de la exigua escuadrilla patriota, como segundo del comandante Tomás Taylor.
En mayo partió a Carmen de Patagones. El 21 de abril una sublevación de prisioneros realistas había tomado el control de la plaza. Al arribar Taylor envió a Jones con instrucciones para el comandante de Patagones. Ubicado por partidas de reconocimiento y trasladado a Patagones engañado, Jones fue tomado prisionero, suerte que pronto siguió su comandante y el mismo Hiena.
Tras ser conducido prisionero a Montevideo, permaneció cuatro meses en prisión hasta ser embarcado en el bergantín Casilda rumbo a Cádiz, adonde arribó el 16 de diciembre siendo puesto nuevamente en prisión. A comienzos de 1813 fue liberado pero abandonado a su suerte en la ciudad española quedó en la indigencia.
Acordando pagar su pasaje con trabajo consiguió pasar a Nueva York en julio de ese año, de donde se dirigió con igual método a Boston, La Habana (marzo de 1814) y Río de Janeiro. En la capital portuguesa se reecontró con Tomás Taylor, quien le facilitó el pasaje hasta Buenos Aires, donde arribó en marzo de 1815.
Reincorporado al servicio con el grado de teniente, el Director Supremo de las Provincias Unidas del Río de la Plata dispuso que le fueran abonados los sueldos devengados desde su captura. El 31 de marzo fue ascendido a capitán efectivo y el 6 de junio a sargento mayor. Permaneció en el bergantín 25 de Mayo hasta el 20 de mayo de 1816.
El 5 de noviembre de ese año actuó como jefe interino de la Comandancia de Marina, tras lo que ejerció la capitanía del puerto de la Ensenada. 
El 20 de enero de 1821 su esposa Josefa Ferreyra elevó una solicitud al gobierno para cobrar los sueldos adeudados, por lo que es probable que falleciera a fines de 1820.